# Dirk Ehlers
Dirk Ehlers (* 18. Mai 1945 in Flensburg) ist ein deutscher Rechtswissenschaftler.

## Leben
Nach seinem Abitur 1965 am Katharineum zu Lübeck studierte Ehlers Rechtswissenschaften an den Universitäten Kiel und Freiburg. Sein erstes Staatsexamen legte er 1970 in Schleswig ab. Danach absolvierte er ein sozialwissenschaftliches Aufbaustudium an der Universität Konstanz; nach seinem Rechtsreferendat in Baden-Württemberg legte er 1975 in Stuttgart das zweite juristische Staatsexamen ab. Bereits 1973 war er an der Universität Konstanz promoviert worden; Im Dezember 1981 habilitierte er sich an der Universität Erlangen-Nürnberg. 1982 wurde er an die Universität Münster berufen.
Bis August 2013 war Ehlers ordentlicher Professor an der Westfälischen Wilhelms-Universität Münster und geschäftsführender Direktor des dortigen Instituts für öffentliches Wirtschaftsrecht (vormals Institut für Wirtschaftsverwaltungsrecht). Rufe an die Universitäten Wien, München und Freiburg hat er abgelehnt. Bis heute ist er Vorsitzender des an der Universität Münster angegliederten Zentrums für Außenwirtschaftsrecht e. V., das in Zusammenarbeit mit Hans-Michael Wolffgang und dem Bundesamt für Wirtschaft und Ausfuhrkontrolle jährliche Exportkontrolltage in Berlin veranstaltet.
Ehlers hatte im Laufe seiner beruflichen Laufbahn zahlreiche juristische Positionen bekleidet. So war er Dekan der Rechtswissenschaftlichen Fakultät in Münster (1994–1996) und Richter im Nebenamt am Oberverwaltungsgericht Nordrhein-Westfalen. Oftmals ist er als Gastprofessor oder Vortragender im Ausland tätig geworden (z. B. in den USA, in Polen, Spanien, Russland, Brasilien, Japan, China, Taiwan und Thailand). 2009 hat er das German-Southeast-Asian Center of Excellence for Public Policy and Good Governance in Bangkok mitbegründet. 2010 und 2011 war er Vorsitzender der Vereinigung der Deutschen Staatsrechtslehrer. 2014 verlieh ihm die Chuo-Universität Tokio den Grad eines Doktor honoris causa.

## Forschungsschwerpunkte
Wissenschaftlich befasst sich Ehlers vor allem mit dem Allgemeinen Verwaltungsrecht (z. B. als Mitherausgeber und Autor des gleichnamigen Lehrbuchts von Ehlers/Pünder, 16. Auflage 2022), dem Besonderen Verwaltungsrecht – insbesondere dem nationalen, europäischen und internationalen öffentlichen Wirtschaftsrecht (z. B. Ehlers/Fehling/Pünder, Hrsg., Besonders Verwaltungsrecht, Bd. I–III, 4. Auflage 2019–2021), dem Europarecht (z. B. Ehlers, Hrsg., Europäische Grundrechte und Grundfreiheiten, 4. Aufl. 2014), dem Prozessrecht (z. B. Ehlers/Schoch, Hrsg., Rechtsschutz im Öffentlichen Recht, 2021) und dem Religionsrecht (z. B. Kommentierung des Art. 140 GG im Grundgesetzommentar von Sachs, 9. Aufl. 2021). Außerdem war er Mitherausgeber der Fachzeitschrift Juristische Ausbildung (JURA).
Im September 2019 gehörte er zu den etwa 100 Staatsrechtslehrern, die sich mit dem offenen Aufruf zum Wahlrecht Verkleinert den Bundestag! an den Deutschen Bundestag wandten.